# Waiporia mensa
Waiporia mensa är en spindelart som först beskrevs av Forster 1956.  Waiporia mensa ingår i släktet Waiporia och familjen Orsolobidae. Inga underarter finns listade i Catalogue of Life.